# Raymond Battegay

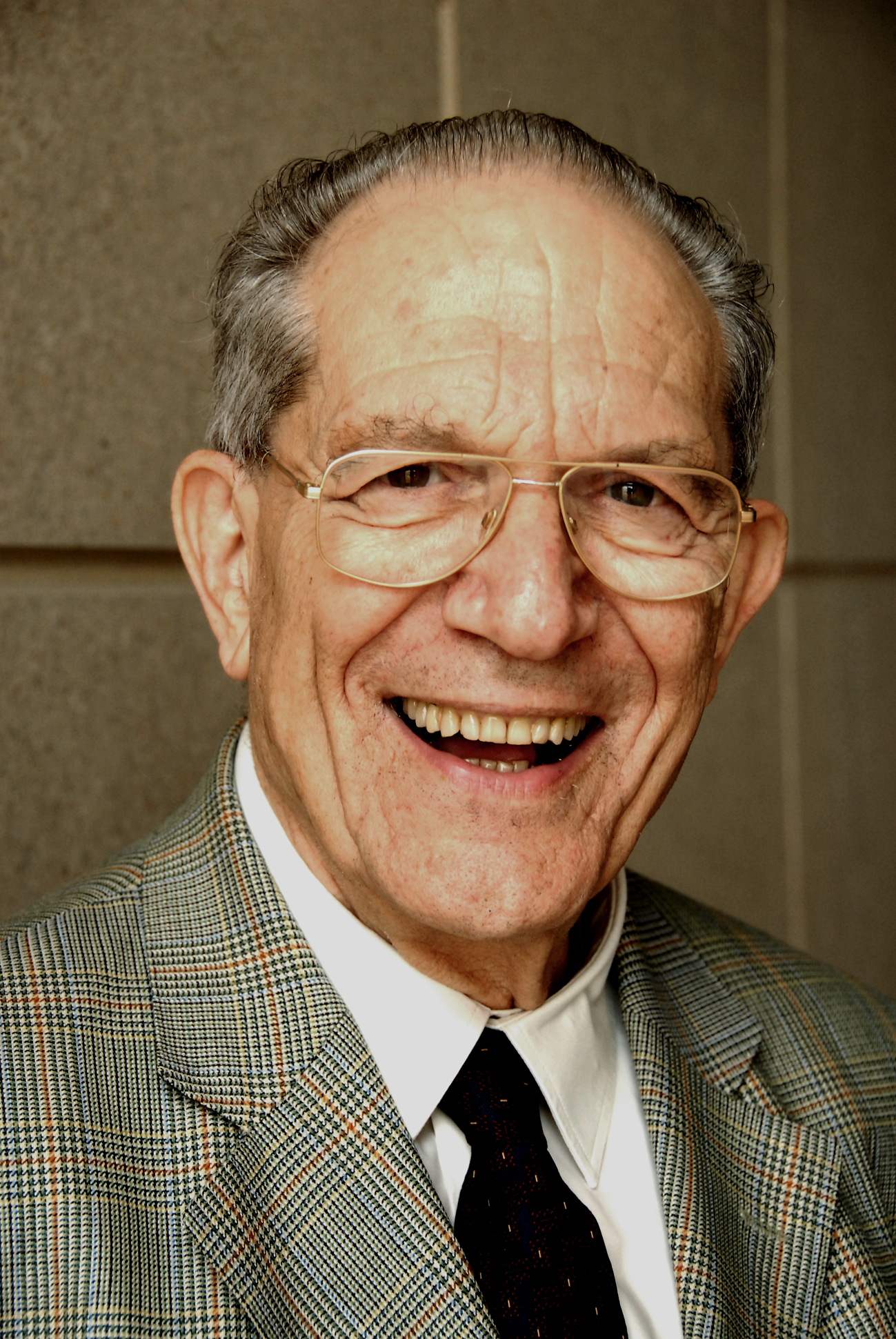
Raymond Battegay (2008)

Raymond Battegay, auch Raymond Battegay-Fitaya (geb. 27. Juni 1927 in Bern; gest. 4. Oktober 2016 in Basel), war ein Schweizer Psychiater und Psychoanalytiker.
Battegay war von 1976 bis zu seiner Emeritierung im Jahr 1997 Ordinarius für Psychiatrie an der Universität Basel. Er wirkte lange als Chefarzt der Psychiatrischen Universitätspoliklinik Basel und wurde durch langjährige Lehrtätigkeit und Forschungsarbeit sowie zahlreiche Publikationen bekannt. Unter anderem unterrichtete er an der Wiesbadener Akademie für Psychotherapie. Von 1977 bis 1980 fungierte er als Präsident der von ihm mitgegründeten International Association of Group Psychotherapy. Er leitete eine Privatpraxis für Psychiatrie und Psychotherapie in Basel.

## Leben, Ausbildung und Karriere
Battegay wurde in Bern in eine aus dem oberelsässischen Zillisheim stammende jüdische Kaufmannsfamilie hinein geboren. Sein Vater war Karl Charles Battegay, Kaufmann, einem Teilhaber der Viehhandlung Battegay & Cie. in Biel und Zürich. Die Mutter Marguerite (1900–1984), eine geborene Goetschel, deren Familie ebenfalls Viehhändler waren und aus Hagenthal-le-Bas stammten, sich aber bereits früher in Basel niederliessen.
Zur Primarschule ging er bis 1935 in Biel. Darauf folgte der Umzug nach Basel zur Grossmutter mütterlicherseits, Sara Goetschel-Schrameck (1873–1960). Bis 1956 war die Basler Linie der Battegay Bürger von Ipsach (Einbürgerung erfolgte 1898) und ab 1956 Stadtbürger von Basel. Weitere Primarschuljahre und das Realgymnasium absolvierte er in Basel, die Maturitätsprüfung legte Raymond Battegay 1946 ab. Sein Medizinstudium begann er im selben Jahr an der Fakultät der Universität Basel. 1952 folgte die Promotion. Die Prüfung zum Facharzt für Psychiatrie und Psychotherapie legte er 1957 ab. 1953 wurde Battegay Assistenzarzt an der Psychiatrischen Universitätsklinik Basel, 1958 Oberarzt. 1962 erhielt er die Venia docendi, 1968 wurde er Chefarzt, 1969 ausserordentlicher Professor und 1976 ordentlicher Professor ad personam. Am 31. August 1997 wurde er emeritiert und eröffnete am 15. September 1997 eine Privatpraxis für Psychiatrie und Psychotherapie in Basel.
Battegay verfasste 709 wissenschaftliche Arbeiten, darunter 36 Monographien (17 als alleiniger Autor, 19 als Mitautor bzw. (Mit-)Herausgeber) zur Gruppenpsychotherapie und -psychologie, Neurosenlehre, Medizinischen Psychologie, Suchtforschung und -behandlung, Psychotherapie, Depression, Angst, Aggression, Autodestruktion, Grenzsituationen, insbesondere Psychoanalyse, Psychopathologie, Sozialpsychiatrie und Psychopharmakotherapie und ein Handwörterbuch der Psychiatrie. Einige der Monographien und das Handwörterbuch liegen in italienischer, spanischer oder englischer Übersetzung vor.

## Privates
1955 heiratete Battegay die in Bagdad, Irak geborene israelitische Staatsangehörige Shulamit Violet Fitaya (1932–2021). Aus dieser Ehe stammen drei Kinder:
- Edouard (* 1956), Internist
- Manuel (* 1960), Infektiologe
- Oscar (* 1962), Rechtsanwalt

Battegay lebte zuletzt in Basel.

## Publikationen (Auswahl)
- Narzissmus und Objektbeziehungen: über das Selbst zum Objekt. Huber, Bern 2008, ISBN 978-3-456-84509-8.
- (mit Nossrat Peseschkian) Die Treppe zum Glück: 50 Antworten auf die großen Fragen des Lebens. Fischer-Taschenbuch, Frankfurt am Main 2006, ISBN 978-3-596-17112-5.
- Grenzsituationen. Kreuz, Stuttgart 2005, ISBN 978-3-7831-2628-0.
- Raymond Battegay (Hrsg.): Psychotherapie der Psychosen: Horizonte und Ausblicke. Reinhardt, Basel 2003, ISBN 978-3-7245-1252-3.
- Die Gruppe als Schicksal. Vandenhoeck und Ruprecht, Göttingen 2000, ISBN 3-525-45881-9.
- Raymond Battegay (Hrsg.): Supervision in ausgewählten Praxisfeldern. In: Gruppenpsychotherapie und Gruppendynamik. Jg. 34 (1998), 3 (Themenheft), S. 199–289.
- Angst und Sein. Edition Wötzel, Frankfurt am Main 1996, ISBN 3-925831-12-6.
- Raymond Battegay (Hrsg.): Mensch sein als Frau, als Mann. Reinhardt, Basel 1995, ISBN 3-7245-0844-1.
- Psychoanalytische Neurosenlehre. Fischer-Taschenbuch, Frankfurt am Main 1994, ISBN 3-596-12233-3.
- Vom Hintergrund der Süchte. Blaukreuz-Verlag, Bern 1993, ISBN 3-85580-322-6.
- Die Hungerkrankheiten: Unersättlichkeit als krankhaftes Phänomen. Fischer-Taschenbuch, Frankfurt am Main 1992, ISBN 3-596-42287-6
- Sozialpsychologische und dynamische Aspekte (= Der Mensch in der Gruppe. Band 1). 5. Auflage. Huber, Bern 1976, ISBN 3-456-80383-4.
- Allgemeine und spezielle gruppenpsychotherapeutische Aspekte (= Der Mensch in der Gruppe. Band 2). 4. Auflage. Huber, Bern 1973, ISBN 3-456-30591-5.
- Gruppendynamik und Gruppenpsychotherapie (= Der Mensch in der Gruppe. Band 3). 3. Auflage. Huber, Bern 1979, ISBN 3-456-80701-5.

Zeitschriften
- Gruppenpsychotherapie und Gruppendynamik, Vandenhoeck & Ruprecht, Göttingen/Zürich: Mitgründer und -herausgeber, seit Anbeginn (1967)
- Group Analysis (England): Mitglied des International Advisory Panel (seit 1972)
- International Journal of Group Psychotherapy (USA): Corresponding Editor (seit 1958), Consulting Editor (seit 1992)
- Psihoterapija (Jugoslawien) International Member of the Editorial Board
- Rivista Italiana di Gruppoanalisi (Italien): Mitglied des Beirats (seit 1986)
- Zeitschrift für Psychosomatische Medizin und Psychotherapie (BRD): Mitglied des wissenschaftlichen Beirates (1975–2000)
- Crisis: Internationale Zeitschrift für Selbstmord- und Krisensituation: Editor-in-Chief 1983–1991, danach Coeditor
- Medizin Mensch Gesellschaft (BRD): ehemaliger Mitherausgeber (seit 1983)
- Frühere Zeitschrift: Psychosomatische Medizin, Unionsverlag Solothurn: Gründungsmitglied
- Psicologia Medica y Psicoterapia (Spanien): Mitglied des Editing Board (seit 1988)
- The International Journal of the Addiction (USA): ehemaliges Mitglied des International Editorial Board (1967 Erstausgabe) -1976
- Revista de Psicologia y Psicoterapia de Grupo (Argentinien): Korrespondierendes Mitglied (seit 1987)
- American Journal of Psychotherapy: Mitglied des International Editorial Board (seit 1995)
- Archives of Psychiatry and Psychotherapy, Polen: Mitglied des International Advisory Board seit Gründung 1999